# 约翰·博斯托克

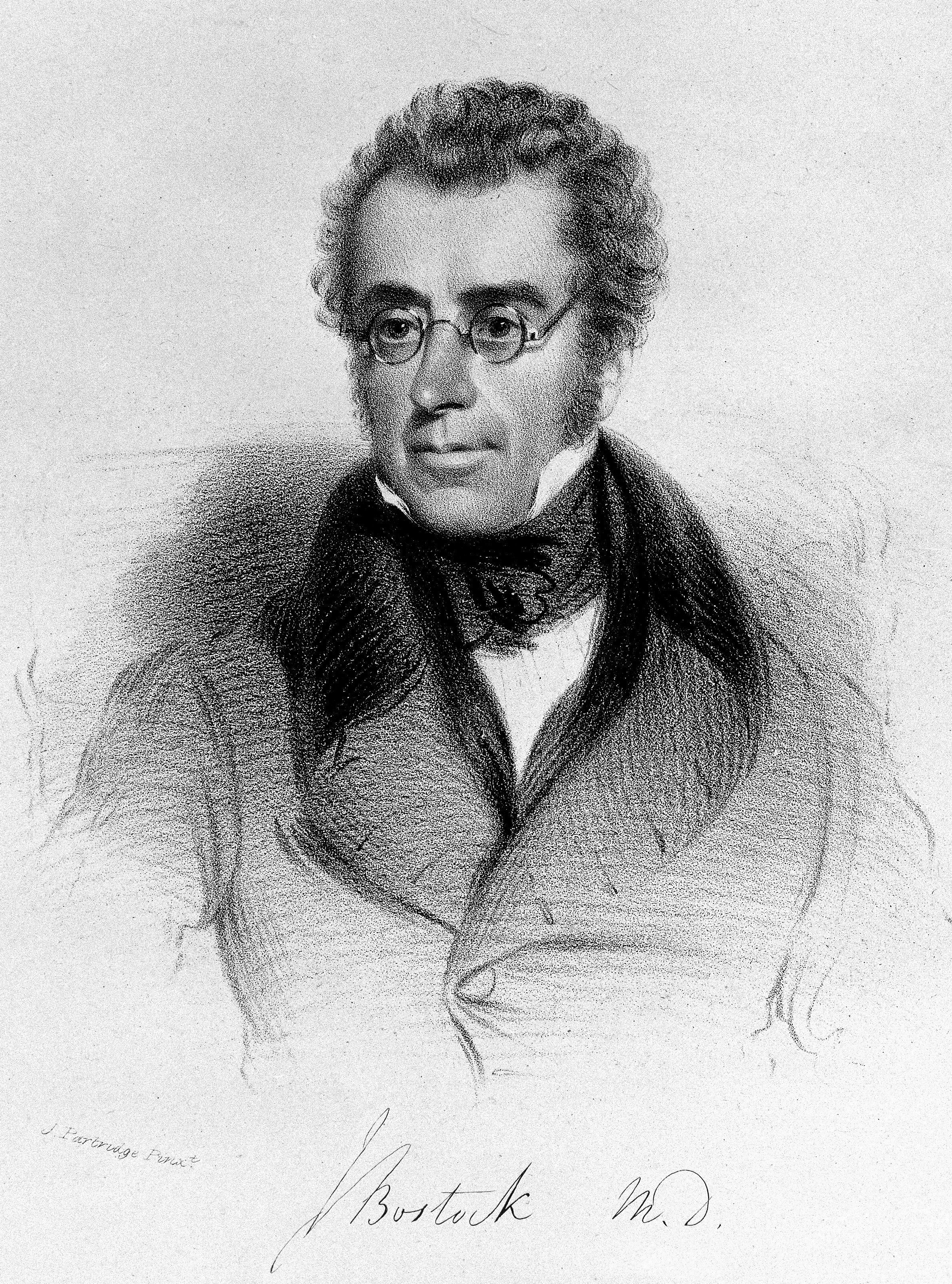
1836年的约翰·博斯托克

小约翰·博斯托克（英語：John Bostock, Jr.，1773年6月29日—1846年8月6日）是一位英国利物浦的医生、科学家和地质学家，1826–1827年曾任伦敦地质学会会长，1818年当选皇家学会会士。